# Los Vilos
Los Vilos é uma comuna da província de Choapa, localizada na Região de Coquimbo, Chile. Possui uma área de 1.860,6 km² e uma população de 17.453 habitantes (2002).